# Avrillé (Maine i Loara)
Avrillé – miejscowość i gmina we Francji, w regionie Kraj Loary, w departamencie Maine i Loara.
Według danych na rok 2010 gminę zamieszkiwało 12 639 osób, a gęstość zaludnienia wynosiła 796 osób/km².